# Episodi di Superstore (sesta stagione)
La sesta ed ultima stagione  della serie televisiva Superstore, composta da 15 episodi, è stata trasmessa in prima visione sul canale statunitense NBC dal 29 ottobre 2020 al 25 marzo 2021. In Italia la stagione è stata trasmessa su Premium Stories dal 9 maggio al 27 giugno 2021.
Gli episodi della stagione sono ambientati durante la pandemia di COVID-19 del 2019-2021.
| n° | Titolo originale      | Titolo italiano             | Prima TV USA     | Prima TV Italia |
| -- | --------------------- | --------------------------- | ---------------- | --------------- |
| 1  | Essential             | I nuovi eroi                | 29 ottobre 2020  | 9 maggio 2021   |
| 2  | California (Part 2)   | California (seconda parte)  | 5 novembre 2020  | 9 maggio 2021   |
| 3  | Floor Supervisor      | Tempo di elezioni           | 12 novembre 2020 | 16 maggio 2021  |
| 4  | Prize Wheel           | La ruota della fortuna      | 19 novembre 2020 | 16 maggio 2021  |
| 5  | Hair Care Products    | Pizza party                 | 14 gennaio 2021  | 23 maggio 2021  |
| 6  | Biscuit               | La forza della condivisione | 21 gennaio 2021  | 23 maggio 2021  |
| 7  | The Trough            | Il trogolo                  | 28 gennaio 2021  | 30 maggio 2021  |
| 8  | Ground Rules          | Regole di base              | 4 febbraio 2021  | 30 maggio 2021  |
| 9  | Conspiracy            | Il complotto                | 11 febbraio 2021 | 6 giugno 2021   |
| 10 | Depositions           | Testimonianze               | 25 febbraio 2021 | 6 giugno 2021   |
| 11 | Deep Cleaning         | Grandi pulizie              | 4 marzo 2021     | 13 giugno 2021  |
| 12 | Customer Satisfaction | Il sondaggio                | 11 marzo 2021    | 13 giugno 2021  |
| 13 | Lowell Anderson       | Lowell Anderson             | 18 marzo 2021    | 20 giugno 2021  |
| 14 | Perfect Store         | Lo store perfetto           | 25 marzo 2021    | 20 giugno 2021  |
| 15 | All Sales Final       | Liquidazione totale         | 25 marzo 2021    | 27 giugno 2021  |